# Lateinisches Bistum Modon
Das Bistum Modon oder Medone (lateinisch Dioecesis Mothonensis) war ein lateinisches (römisch-katholisches) Bistum in der Stadt Methoni in Messenien auf der griechischen Region Peloponnes. Es wurde anstelle eines bereits existierenden griechisch-orthodoxen Bistums als Folge des Vierten Kreuzzugs gegründet. 1209 wurde auch das Fürstentum Achaea gegründet und Modon der Herrschaft Venedigs unterstellt.
Nach dem Verlust des Fürstentums an das Osmanische Reich 1506 wurde das Bistum aufgelöst und in ein Titularbistum umgewandelt. 1925 und 1933 wurde es in Methone umbenannt.

## Titelinhaber
ca. 1205: Errichtet (Kirchenprovinz Patras)
- Leonardo Patrasso (1295 – 17. Juni 1297, ernannt zum Bischof von Aversa)
- Lodovico Morosini (1390 – 1407)[4]
- Antonio Correr, C.R.S.A. (24. Februar 1407 – 31. März 1407, ernannt zum Bischof von Bologna)[5]
- Marino de’ Bernardini, O.S.A. (23. Februar 1428 – 25. September 1430 ernannt zum Erzbischof von Korfu)
- Gabriele Jacobi (15. Dezember 1432 – 20. Mai 1448, ernannt zum Bischof von Capodistria)
- Angelo Fasolo (7. November 1459 – 16. September 1464, ernannt zum Bischof von Feltre)
- Johann Ostwein (12. März 1472 – 1491 gestorben)

1506: Aufgelöst